# Idila
Idila je kraća lirsko-epska pjesma u koju monolozi i dijalozi često unose dramsku sastavnicu. Prikazuje male prizore iz svakodnevice, idealiziranu sliku života na selu, u prirodi ili u gradu. Antički su kritičari držali Teokrita utemeljiteljem te vrste, koju je poslije njegovao i Vergilije. – Epski pjesnički oblik s dramskim sastavnicama u renesansi je dobio snažan sentimentalni naboj, okrenuo se pastirskim i ribarskim prizorima. U tom je obliku idila utjecala i na stariju hrvatsku književnost (P. Hektorović, Ribanje i ribarsko prigovaranje). Idile su pisali G. Boccaccio, G. de la Vega, E. Spencer, A. Pope i dr.